# Antonio García de la Parra
Antonio García de la Parra González, más conocido como "Orejita" (Calzada de Calatrava, 16 de agosto de 1791) - El Hoyo de Mestanza, 1 de octubre de 1838) fue un guerrillero y general al servicio del pretendiente Carlos V que actuó en la Primera Guerra Carlista.
En la campaña carlista de 1834 tenía el grado de coronel. Su grupo se denominaba Regimiento de Tiradores de Carlos V y a su mando entró en Piedrabuena, siendo el líder más prestigioso que el movimiento tenía en La Mancha entonces. Operó en las provincias de Jaén, Cáceres, Córdoba y Ciudad Real, y perdió a dos hijos suyos en la lucha. Fue tan famoso y tan temido que Galdós, George Borrow y el doctor Máximo García López escribieron sobre él en sus obras, aparte de los historiadores de las guerras carlistas como Antonio Pirala y otros. Ejecutó numerosas venganzas y atacó gran número de pueblos manchegos solo o en compañía de otras guerrillas carlistas. Fue traicionado por su ayudante y asesinado en El Hoyo de Mestanza y su cadáver fue expuesto al escarnio público en Ciudad Real. Fue tío del también guerrillero carlista Bruno García de la Parra, también apodado "Orejita".